# Gerd Katter
 (mars 2025).
Gerd Katter, né Eva Katter (14 mars 1910 à Berlin - 1994), est un apprenti charpentier et artiste ainsi qu'un patient et collaborateur de l'Institut de sexologie. Il est l'un des premiers hommes trans à avoir bénéficié d'un certificat de travestissement, d'un changement de prénom et d'une torsoplastie.

## Biographie

### Enfance (1910 - 1927)
Gerd Katter naît comme enfant illégitime ; c'est seulement à l'âge de treize ans, lorsque sa mère épouse un commerçant du nom de Max Katter, qu'il obtient un nom de famille. Il va à l'école à Berlin-Britz jusqu'à l'âge de seize ans, puis commence en février 1927 un apprentissage en charpenterie.
Selon le rapport écrit plus tard par Magnus Hirschfeld et selon Katter lui-même, sa transidentité se manifeste tôt : il raconte un épisode où une jeune fille, Hella, aurait mentionné un mariage futur ; Katter est alors heureux d'être perçu comme un garçon et rêve de ce mariage. Il remarque sa différence par rapport aux autres jeunes filles. Il regrette de devoir porter des robes et utilise les vêtements masculins pour extérioriser sa masculinité. C'est afin de pouvoir plus facilement évoluer dans le Berlin de la république de Weimar en tant que « Transvestitin » qu'il se tourne alors vers l'Institut de Sciences Sexuelles.

### Transition de genre: la rencontre avec l'Institut de Sciences Sexuelles (1928-1933)
Katter est soutenu dans cette démarche par sa famille ; lors de sa première visite à l'Institut, il est accompagné de sa mère. Au cours de cette même année 1928, Katter obtient un Transvestitenschein, délivré par le Berlin Polizeipräsidium, qui lui garantit de pouvoir porter des vêtements d'homme sans être troublé par la police berlinoise ; toujours avec le soutien de l'Institut, il obtient également un changement officiel de prénom. Il cherche ensuite à obtenir une torsoplastie ; un des chirurgiens de l'Institut, Ludwig Levy-Lenz, accepte de le faire, mais il demande la somme de 500 RM, que Katter ne peut pas payer. (Dans ses mémoires, Ludwig Levy-Lenz raconte l'histoire d'un homme trans de seize ans qui serait venu à l'Institut demander une torsoplastie ; Levy-Lenz refuse, parce que la personne est trop jeune, mais il est contraint d'accepter lorsque le jeune homme revient, quelques jours plus tard, avec de longues lacérations au niveau de la poitrine. Selon Rainer Herrn, ce jeune homme serait Gerd Katter ; Samson Dittrich, en revanche, considère que la chronologie ne correspond pas et qu'il devait s'agir d'un autre homme trans,.) Finalement, Katter est opéré par Otto Nordmann à l'hôpital Auguste-Victoria. Ce médecin lui écrit un faux diagnostic de manière à obtenir le remboursement de son assurance maladie. Katter comme Magnus Hirschfeld sont déçus des résultats de l'opération.
L'Institut représente aussi pour Katter un refuge, un lieu d'apprentissage sur sa propre condition, et un lieu de sociabilité, d'autant plus qu'il n'aurait pas participé à la vie sociale de Berlin. Katter souhaite en apprendre plus sur la condition travestie : il lit de nombreux magazines des éditions de Friedrich Radszuweit, comme Die Freundin ou Das 3. Geschlecht, et se tourne ensuite vers des ouvrages scientifiques comme le Geschlechtkunde de Magnus Hirschfeld. Il semble avoir trouvé dans ce dernier plus qu'un médecin, mais aussi un interlocuteur de confiance.

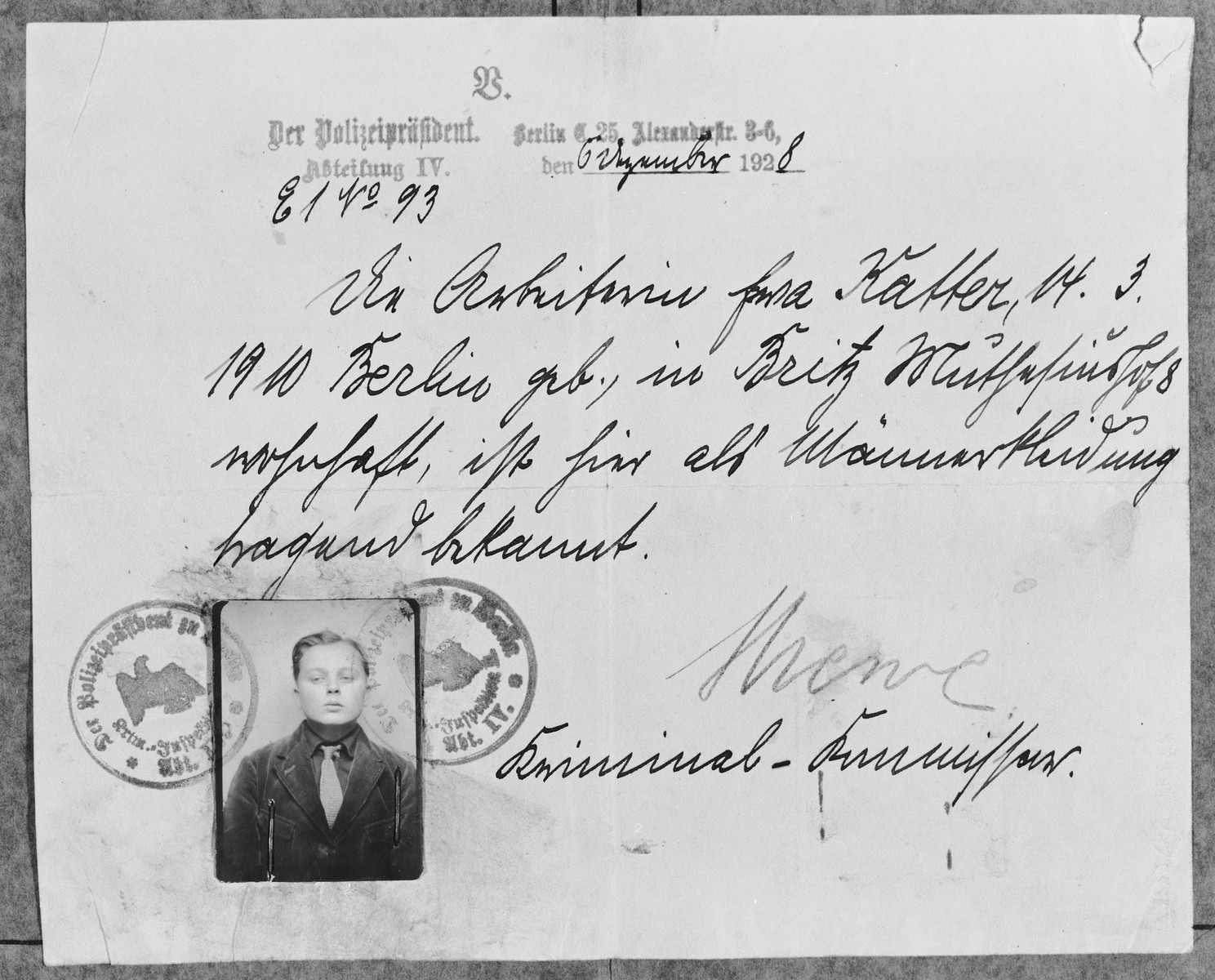
Transvestitenschein émis par la police de Berlin.

Katter soutient à plusieurs reprises l'Institut et le Comité scientifique humanitaire dans leur oeuvre de sensibilisation et d'instruction sur les conditions sexuelles et de genre ; par exemple, le 11 mars 1929, Katter s'expose devant les députés du Reichstag au cours d'une visite de l'Institut ayant lieu dans le cadre de la réforme du code pénal.
A la fin de l'année 1929, Katter accepte un poste dans une entreprise commerciale à Budapest. Ce départ marque la fin de ses liens avec Magnus Hirschfeld : lorsqu'il revient une année plus tard, Magnus Hirschfeld est déjà parti pour le tour du monde qui deviendra son dernier exil. A son retour, Katter se met à la disposition de Karl Giese, qui dirigeait le musée et les archives de l'Institut ; il a l'espoir de devenir son assistant ou de reprendre son poste, ce qui ne se produit pas.

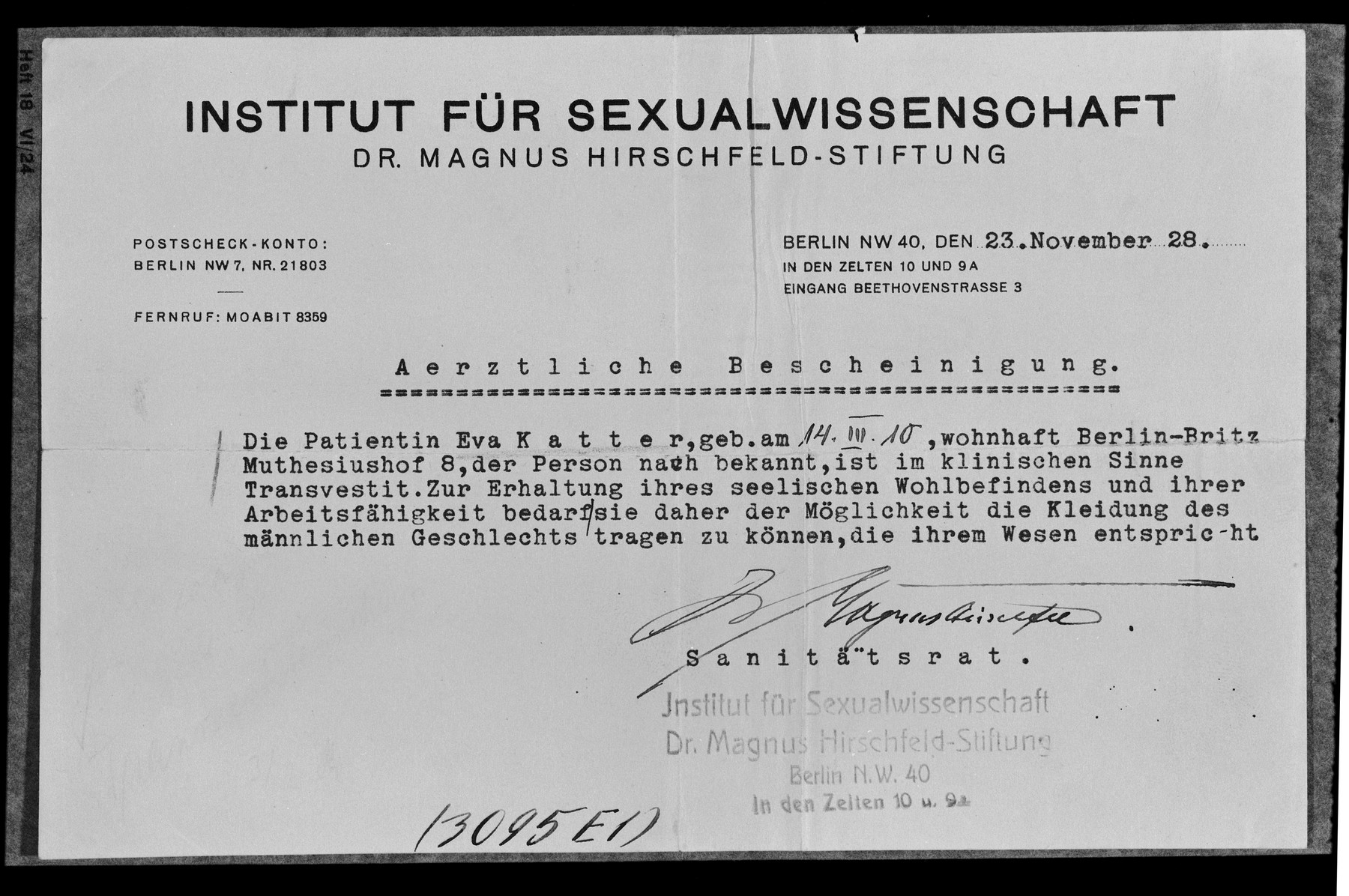
Transvestitenschein émis par l'Institut des Sciences Sexuelles.

Au cours des années suivantes, Katter travaille à la compagnie d'assurance Nordstern-Versicherung. Il confie au psychiatre Felix Abraham de l'Institut qu'il se sent déprimé ; celui-ci lui écrit une prescription pour le bar lesbien « Mali und Igel » et lui conseille de se mettre en contact avec le « Club d'Eon », une organisation travestie qu'Abraham avait lui-même cofondée.

### Après 1933
Il n'y a pas d'information sur la vie de Katter pendant le national-socialisme ; lorsque  sa trace est retrouvée en décembre 1986, par l'intermédiaire d'un article de presse, il est acteur et chanteur à Birkenwerder au nord de Berlin. L'article de presse ne mentionne pas la transidentité de Katter, suggérant qu'il était capable de vivre en homme dans la RDA. Katter s'est aussi rapproché des archives dès 1945 pour conserver la mémoire de l'Institut de sexologie, détruit en 1933. Il est en contact avec Ralf Dose, un chercheur de la Magnus-Hirschfeld-Gesellschaft, au cours des années 1980.

## Sources

### Sources primaires
Les documents d'époque concernant Gerd Katter sont conservés par la Magnus-Hirschfeld-Gesellschaft. Le dossier Katter (« Nachlass Gerd Katter ») contient entre autres :
- un certificat d'Hirschfeld attestant que Katter doit avoir l'autorisation de porter des vêtements d'hommes, daté du 23 novembre 1928[3] ;
- le Transvestitenschein de Katter, émis le 6 décembre1928[3] ;
- un rapport médical écrit par Magnus Hirschfeld dans le but de justifier sa demande de changement de prénom, daté du 5 mars 1929 ;
- un échange épistolaire commençant en 1985 avec Ralf Dose, un chercheur de la Magnus-Hirschfeld-Gesellschaft ;
- un document autobiographique rédigé par Gerd Katter sur demande du même Ralf Dose ;
- des documents photographiques ;
- un article de journal intitulé « Wir stellen vor - Gerd Katter » daté du 2 décembre 1986.

### Sources secondaires
- Dittrich, Samson, « Gerd Katter (1910 - 1995) - Trans-Mann, Patient und Lobbyist ». Mitteilungen der Magnus-Hirschfeld-Gesellschaft e. V. 64 (février 2020), p. 18‑25.
- Herrn, Rainer. Der Liebe und dem Leid: das Institut für Sexualwissenschaft 1919-1933. Berlin: Suhrkamp, 2022, p. 429-431.